# Коривайрачина
Коривайрачина (кеч. Quriwayrachina — Золотоплавильня) — стародавнє місто в Андах часів інкської держави Тауантінсую. Час його заснування невідомий. Слугувало опорою для спротиву іспанським конкістадорам. Розшукано британським та перуанськими археологами на чолі із Пітером Фростом у 2001 році.

## Опис
Місто розташовано на горі Вероніка гірського хребта Кордильєра-Вількабамба (на висоті 3900 м над рівнем морі) та 40 км на відстані від Мачу-Пікчу. Він знаходиться на 88-му км залізниці Куско — Мачу-Пікчу (точніше Отальамба), де починається туристичний маршрут відомий як Тропа Інків. Поруч проходить річка Урубамба, на іншому боці якої руїни іншого міста інків — Льяктапати.
Місто на сьогоднішній момент розкопок складається з більш ніж 200 будівель і структур, зокрема круглі будинки, склади, кладовища і похоронні вежі, дороги, водопровід, сільськогосподарські тераси, гребля, піраміда, восьмикілометровий канал. Серед знахідок — священна церемоніальна платформа, поруч — вироблена срібна копальня. Ймовірно тривалий час місто було металургійним центром інків, де оброблялися золото та срібло доволі своєрідним засобом: «робили декілька глиняних форм, на кшталт іспанського квіткового горщика, з численними отворами по боках або повітрявідводу. У них клали вугілля, зверху — метал, ставили на пагорбах чи схилах, де вітер дме з найбільшою силою, і так добували з нього срібло, який потім очищали і обробляли за допомогою маленьких надувних хутра, або трубок, через які вдувати повітря». Про цей засіб йдеться у хроніста Педро де Сьєса де Леон.
За часів Інків Вількабамби, тобто збройного спротиву іспанським загарбникам, Коривайрачина внаслідок вигідного розташування перетворилося на військову та економічну базу інків.